# Assistance éducative en France
Pour un article plus général, voir Protection de l'enfance en France.
 (mars 2007).
L'assistance éducative est une mesure pouvant être prise par le juge des enfants, lorsque la santé, la sécurité ou la moralité d'un mineur non émancipé sont supposées gravement compromises.[pas clair]

## Notions générales

### Conditions requises pour en bénéficier
Les dispositions de l'assistance éducative s'appliquent aux mineurs présents sur le territoire français sans distinction de nationalité des mineurs ou de celle de leurs parents, en état de danger physique ou moral.
Le danger physique concerne les enfants victimes de mauvais traitements, mal nourris, mal vêtus, etc. ou en mauvais état de santé pour quelque cause que ce soit.
« Si la santé,la sécurité ou la moralité d'un mineur non émancipé sont en danger, ou si les conditions de son éducation ou de son développement physique, affectif, intellectuel et social sont gravement compromises ».
La moralité est une notion encore plus subjective et laisse au magistrat une assez grande latitude d'interprétation.
L'éducation est la notion délicate. Comment, en effet, les assistantes sociales, les éducateurs, le Juge ne rêveraient-ils pas pour les enfants dont ils s'occupent d'une forme d'éducation conforme à leur propre conception ? C'est pourquoi il paraît nécessaire de ne pas s'en tenir à l'éducation en tant que système relatif mais plutôt assurer à l'enfant par tous les moyens légaux l'épanouissement et l'équilibre de sa personne qui ne sont pas des réalités contingentes mais  les antidotes de l'inadaptation.
- Il faut seulement qu'il s'agisse d'une situation de fait ou alléguée.
- Il faut qu'il y ait conflit ne serait-ce qu'avec un tiers quelconque.
- Il faut entendre très largement le « conflit », comme un conflit entre les droits familiaux et l'intérêt de l'enfant, ce conflit se traduisant par un état de danger.

## Mesures possibles
- Placement d'un enfant sur décision judiciaire, en foyer de l'enfance (Maison d'Enfant à Caractère Social), en foyer de vie, à domicile, ou chez un tiers digne de confiance.
- Aide éducative en milieu ouvert (AEMO), sur décision judiciaire
- Aide éducative familiale (AEF) ou Aide éducative à domicile (AED), qui sont des décisions administratives (relève de la compétence de l'ASE)
- Placement administratif, en Maison d'Enfant à Caractère Social, sur contractualisation entre les parents et l'ASE
- Autres[1]

### Quel est le juge compétent?
Selon l'art. 375-1 du Code Civil c'est le juge des enfants qui a la charge de l'assistance éducative. Il est compétent ratione materiae c'est-à-dire en raison de la matière elle-même.

#### Qui est le Juge des enfants?
C'est un magistrat comme les autres qui a reçu la même formation de base que ses collègues. Licencié ou Docteur en Droit, il est, dans la plupart des cas, entré par concours à l'École Nationale de la Magistrature dont le Siège est à Bordeaux et, après deux années d'études et de stages, il a été nommé par décret du Président de la République et ensuite spécialement chargé par arrêté du Garde des Sceaux, ministre de la justice, des fonctions de Juge des Enfants auprès d'un Tribunal ou de plusieurs Tribunaux de Grande Instance.

#### Quel Juge des enfants est compétent?
En général, sa compétence est fonction du lieu, qui peut être soit celui du litige, soit du domicile d'une des personnes intéressés. C'est ce qu'on appelle la compétence ratione loci.
En principe le juge compétent est celui du « domicile ou de la résidence des père, mère, tuteur ou gardien du mineur » qu'il y a lieu de protéger. Si les père, mère, tuteur ou gardien de l'enfant changent de domicile ou de résidence, le Juge déjà saisi peut se dessaisir au profit du Juge du nouveau domicile ou de la nouvelle résidence.
En cas d'urgence le juge des enfants du lieu où le mineur a été trouvé, notamment en cas de fugue, peut prendre des mesures provisoires pour parer à la situation dans l'immédiat mais il doit se dessaisir dans un délai d'un mois au profit du Juge territorialement compétent, c'est-à-dire du domicile des père, mère, tuteur ou gardien ou exceptionnellement de la résidence habituelle du mineur.

## Connaissance des cas par le juge
Pour bien appréhender cette question il faut distinguer le simple signalement, qui peut être fait par n'importe qui, de la requête qui doit émaner d'un certain nombre de personnes limitativement énumérées par la loi.

### Le signalement (ou information préoccupante)
C'est l'acte par lequel une situation considérée comme dangereuse pour un ou plusieurs enfants est portée à la connaissance du Juge. C'est la CRIP qui réceptionne les "informations préoccupantes" et qui les fait parvenir à l'autorité départementale.

#### Qui peut faire un signalement?
Toute personne qui a connaissance du cas. À la lumière des travaux effectués au Centre de Formation et de Recherches de Vaucresson, il est possible de déterminer de façon assez précise l'origine des signalements.
- Le milieu familial (parents ou mineurs eux-mêmes) : 40 % environ
- Les services sociaux de tous ordres : 30 % environ
- La police, la gendarmerie et les services judiciaires : 20 % environ
- Les tiers (maires, voisins, instituteurs, médecins) : 10 % environ

Le signalement lui-même est inconnu du législateur, mais c'est cependant par lui que tout commence.

### La requête
À la différence du signalement, la requête fait partie de la procédure, elle en est le premier acte.
La requête est la formalité par laquelle une personne intéressée demande au juge son intervention en vue d'une décision. En termes juridiques, la requête saisit le juge, c'est-à-dire qu'elle le contraint à examiner la situation qui lui est exposée et à se prononcer à son sujet.

#### Qui peut saisir le juge? (art 375 du Code Civil)
« Les père et mère, conjointement ou l'un d'eux séparément »
On voit là qu'il n'y a aucune difficulté puisque nous savons que les signalements eux-mêmes émanent précisément dans une forte proportion du groupe familial. Dans ce cas le signalement se confond avec la requête. Les 2/3 des requêtes sont dans ce cas. 
La possibilité pour les parents d'agir conjointement ou séparément relève la plupart du temps de leur situation matrimoniale mais il peut arriver que l'un des deux soit plus lucide sur la situation, surtout quand elle est créée par la défaillance ou le mauvais comportement de l'autre.
Les requêtes conjointes sont rares. Dans la pratique l'action de la mère est prépondérante et les requêtes déposées par elle sont plus fréquentes. La majorité des requêtes déposées par les parents concernent des enfants de plus de dix ans et correspondent donc à l'apparition de difficultés d'éducation ou de troubles du comportement jusque-là passés inaperçus ou tolérés en raison du jeune âge de l'enfant. Cette observation se trouve confirmée par le fait que les requêtes des parents concernant les enfants de quinze à dix-huit ans sont de beaucoup les plus nombreuses. Elles constituent alors en général un appel à une autorité capable de s'imposer au mineur.
« Le gardien ou le tuteur »
S'il n'y a pas de difficultés en ce qui concerne le tuteur, on pourrait s'interroger sur la qualité de « gardien » au sens de l'art. 375 du Code Civil. L'ancienne rédaction disait clairement : « La personne investie du droit de garde ». Rien ne permet de penser qu'il faille s'éloigner de cette définition. Signalons ici que le droit de garde est un important attribut de l'autorité parentale, qui appartient normalement aux père et mère et ne peut être conféré à une autre personne que par une décision de justice. Ainsi se trouvent écartés les gardiens de fait, c'est-à-dire les personnes qui ont recueilli un ou plusieurs enfants sans aucun titre légal. À ceux-là il ne reste que les simples signalements.
« Le mineur lui-même »
Parmi les requêtes qui émanent du groupe familial, elles viennent aussitôt après celles des parents. Une fois sur six la requête la requête du mineur précède ou suit celle des parents.
La plupart du temps les mineurs viennent se plaindre des conditions de la vie familiale, soit qu'ils les imputent au couple parental, soit plus spécialement au père ou à la mère. Fréquemment les mineurs interviennent ainsi pour l'ensemble de la fratrie en insistant souvent sur l'intérêt de leur démarche pour leurs frères ou sœurs plus jeunes.
« Le ministère public » (procureur de la République)
Le Procureur de la République est le correspondant légal des services de police et de gendarmerie, qui lui adressent toutes les procédures qu'ils sont amenés à effectuer à quelque titre que ce soit. Il est donc amené à recevoir par ce canal un certain nombre de renseignements faisant apparaître des situations de danger pour les mineurs. Le Procureur de la République saisit lui-même le Juge des Enfants.
« Le juge peut se saisir d'office à titre exceptionnel »
Cette possibilité se trouvait déjà, sans restriction, dans l'ordonnance du 23 décembre 1958. La loi du 4 juin 1970 y a ajouté la mention « à titre exceptionnel » dans le but sans doute d'éviter l'arbitraire mais en traduisant par là une certaine méconnaissance de la situation de fait.
Précisons que cette possibilité pour un juge de se saisir lui-même est absolument dérogatoire des principes fondamentaux du droit français. Dans le cadre de la justice traditionnelle, autant pénale que civile, le Juge ne peut se prononcer que sur des situations ou des dossiers qui lui ont été déférés par autrui. S'il s'agit de dossiers pénaux, c'est-à-dire concernant des contraventions, des délits ou des crimes, la présentation du ou des individus appelés à être jugés, est effectuée par le Procureur de la République et le Juge chargé de prononcer la sentence n'a pratiqué aucune intervention avant l'audience. 
La saisine d'office du Juge peut avoir des causes qui se trouvent justifiées par des considérations très particulière :
- Soucis d'ordre psychologique

C'est le cas des parents qui demandent au Juge à ne pas figurer comme demandeurs dans la procédure, tout au moins momentanément, ou qui, plutôt qu'une mesure proprement dite, sollicitent du Juge un conseil, et attendent son opinion.
- Garantie de discrétion

Ceci concerne plus particulièrement les signalements faits par des tiers particuliers (voisins, parents éloignés, instituteurs, professeurs, ministres des cultes) qui n'accepteraient pas de se manifester dans d'autres conditions ou qui redoutent ce qui pourrait être interprété comme « une connivence avec la justice ».

## Déroulement de la procédure
La procédure est l'ensemble des formalités requises pour parvenir à une décision de justice.
Dès lors, il faut bien admettre que, comme les autres, toute action en Assistance éducative est un procès. Ceci implique:
- qu'il y ait une demande
- que les formalités prévues par la loi soient accomplies
- qu'une décision soit rendue.

### Formalités préliminaires
- Il doit faire connaître au Procureur de la République qu'il est saisi de cette procédure. Ce doit être chronologiquement la première formalité accomplie par le juge.
- Il doit ensuite informer les père et mère, tuteur ou gardien du mineur, quand ils n'ont pas eux-mêmes saisi le juge.